# Zenaida z Tarsu
Zenaida z Tarsu, również Zinaida, cs. Muczenica Zinaida (ur. w Tarsie w Cylicji, żyjąca w I wieku) – męczennica chrześcijańska, święta Kościoła katolickiego i prawosławnego. 

## Życie
Zenaida oraz jej siostra, Filonilla, urodziły się w wykształconej żydowskiej rodzinie. Były krewniaczkami Pawła Apostoła oraz jego uczennicami. Natura obdarzyła siostry wrodzoną inteligencją, obie wykazywały zainteresowanie i zamiłowanie do nauki. Gdy tylko zaczęły pobierać nauki w słynnej szkole w Tarsie, od razu przyciągnęły je wykłady z teorii medycyny. Ich kuzyn, Jazon, biskup Tarsu, był jednym z pierwszych misjonarzy chrześcijańskich, a także stronnikiem św. Pawła.
To właśnie u św. Jazona Zenaida i Filonilla pobierały nauki chrześcijańskie. Zostały ujęte przez miłość i współczucie, jakie ofiarowywał Chrystus. Po chrzcie zaś siostry oddały się medycynie, stosując w niej reguły i koncepcje wiary chrześcijańskiej. Uważały, że zbawienie jest procesem uzdrawiania. Wierzyły, że Jezus uzdrawiał całego człowieka, zarówno fizycznie, jak i duchowo.
Kiedy siostry ukończyły studia, przeniosły się do Tesalii, gdzie znajdowały się liczne źródła mineralne. Święte siostry pragnęły głosić Ewangelię Jezusa  Chrystusa wśród wielu ludzi, odwiedzających uzdrawiające źródła. Ich pragnieniem było przede wszystkim, aby połączyć medycynę z modlitwą i wiarą. 
Zenaida i Filonilla wybudowały dwie izby oraz małą kaplicę dla siebie, w pobliżu groty z wodą bogatą w minerały. Za liczne pieniądze uzyskane od kobiet z klasztoru, założyły własny szpital. Siostry otworzyły swe serca dla biednych. 
Filonilla była cierpliwa i ostrożna. Przynajmniej raz przeprowadziła doświadczenie medyczne na bardzo wysokim poziomie.
Zenaida wykazywała zaś ogromne zainteresowanie leczeniem dzieci, poświęcała wiele uwagi cierpieniom  najmłodszych. Jednakże najbardziej pasjonowało ją życie zakonne. Stała się sławna jako osoba duchowna, zarówno mężczyźni, jak i kobiety przybywali do niej, aby udzieliła im rad i wskazówek dotyczących spraw duchowych. 

## Śmierć
Istnieją dwie legendy na temat śmierci świętej Zenaidy. Według pierwszej, siostry zostały napadnięte pewnej nocy i ukamienowane przez pogan. Zgodnie z inną legendą umarły spokojną śmiercią. Filonilla przeżyła siostrę o kilka lat, pogłębiając swą duchowość i zyskując sławę cudotwórczyni.
Wspomnienie liturgiczne św. Zenaidy w Kościele katolickim, obchodzone jest wspólnie 11 października.
W ikonografii święta zazwyczaj przedstawiana jest wraz ze św. Filonillą. Różnią się od siebie jedynie kolorem szat. Zwykle ukazywane są z pędzelkami w prawych dłoniach i naczyniami na lekarstwa w lewych, niekiedy jednak trzymają w nich męczeńskie krzyże. Poza tym w ręce Zenaidy widnieje zwój pisma.
Cerkiew prawosławna wspomina męczennicę Zenaidę 11/24 października, tj. 24 października według kalendarza gregoriańskiego.